# فرودگاه پسکوف
فرودگاه پسکوف (به روسی: Аэропорт Псков) فرودگاهی عمومی نظامی واقع در پسکوف در کشور روسیه است که توسط Pskovavia اداره می‌شود.

## شرکت‌های هواپیمایی و مقصدهای پروازی

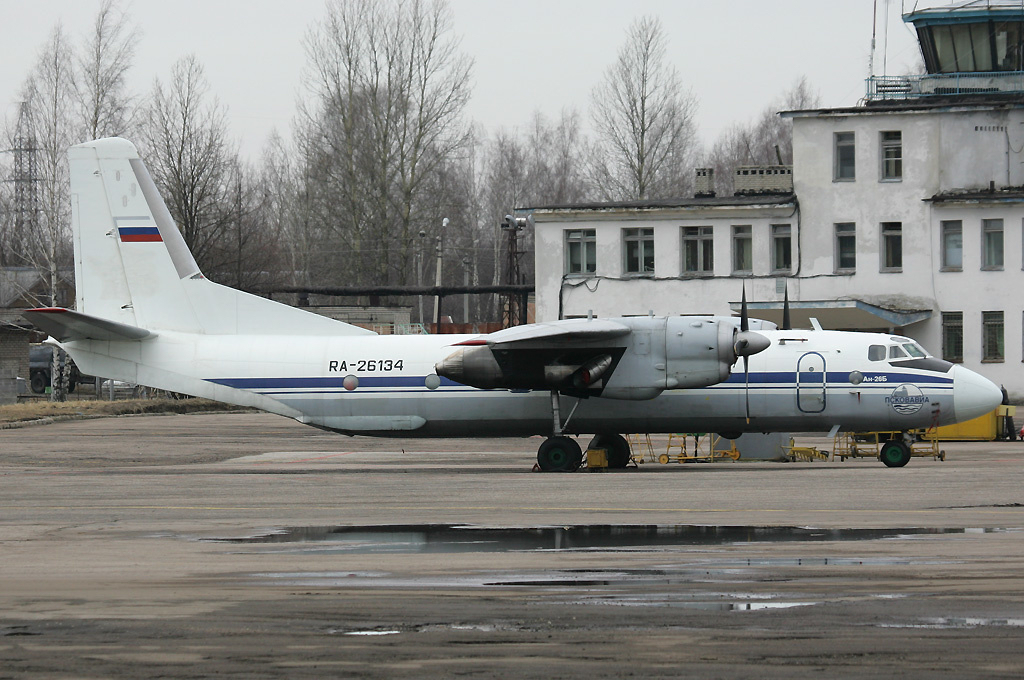
فرودگاه پسکوف

| شرکت‌های هواپیمایی | مقصدهای پروازی    |
| ----------------- | ----------------- |
| پسکوف‌اویا         | دوموده‌دوو، پالکوو |
| ساراتوف ایرلاینز  | فصلی: سیمفروپول   |